# Umweltmedienpreis
Der Umweltmedienpreis (offizielle Schreibweise UmweltMedienpreis) würdigt herausragende schriftstellerische und journalistische Leistungen in Medien, die sich mit der Erhaltung der natürlichen Lebensgrundlagen befassen. Er wird jährlich von der Deutschen Umwelthilfe (DUH) e. V. vergeben.

## Geschichtliches
Der Umweltmedienpreis wird als Ehrenpreis an Autoren, Journalisten, Redakteure und Filmemacher verliehen, die Umweltthemen publikumsgerecht aufarbeiten und ein Bewusstsein für Umwelt- und Artenschutz schaffen. Auch Beiträge von Umweltgruppen und Bloggern, die Handlungsanreize für Naturthemen und Verbraucherschutz vermitteln, werden ausgezeichnet. Der Umweltmedienpreis wurde erstmals 1988 verliehen, ab 1994 im zweijährigen Rhythmus bis 1998, dann wieder 1999 und seit 2001 jährlich. Vor 2010 wurde der Preis unter dem Namen „DUH-Umwelt-Medienpreis“ vergeben.

## Preisträger
1988: Gunter Ehni, Verleger des K. Thienemanns Verlags, Stuttgart
1994: Akademie für Natur- und Umweltschutz Baden-Württemberg beim Ministerium für Umwelt und Verkehr
1996: Rainer Köthe, Chefredakteur des Magazins Kosmos
1998: Fritz Vorholz, Redakteur der Wochenzeitschrift Die Zeit
- Sonderpreis: Otto Hahn, Naturfilmer

1999:
- Hörfunk: Monika Wellershaus, Redakteurin für „Natur und Wissenschaft“, DeutschlandRadio Berlin
- Printmedien: Gerd Pfitzenmaier, Chefredakteur des Magazins natur & kosmos
- Fernsehen: Klaus Bednarz und die Mitarbeiterinnen und Mitarbeiter der Monitor-Redaktion

2001:
- Hörfunk: Cornelia Dührsen, Redakteurin für Natur und Umwelt beim NDR Hörfunk, Radio Mecklenburg-Vorpommern
- Printmedien: Joachim Wille, Ressortleiter der Redaktion Mensch-Technik-Umwelt bei der Frankfurter Rundschau
- Fernsehen: Hartmut Stumpf, Redaktionsleiter und das Redaktionsteam „Ökologie“ für die Sendereihe „Unkraut“ im BR Fernsehen
- Lebenswerk: Dietrich Jörn Weder, langjähriger Umweltredakteur beim Hessischen Rundfunk

2002:
- Hörfunk: Claudia Gorille, Redakteurin für Umweltthemen beim NDR-Studio Braunschweig
- Printmedien: Stephan Börnecke, Redakteur der Frankfurter Rundschau, wo er auch die monatl. Seite „Natur und Garten“ verantwortet
- Fernsehen/Film: Heiderose Häsler, Hartmut Sommerschuh, Hellmuth Henneberg und das Team der Umweltredaktion Ozon des ORB-Fernsehen
- Sonderpreis: Volker Herres, Chefredakteur und Team des NDR für die Berichterstattung anlässlich des 1. Internationalen Elbe-Badetags

2003:
- Hörfunk: NDR 1 Niedersachsen, Team „Natürlich Niedersachsen“
- Printmedien: Horst Güntheroth, Stern-Reporter
- Fernsehen/Film: Peter Kemnitzer, SWR-Filmautor
- Lebenswerk: Siegfried und Christine Bergmann, Wegbereiter des ostdeutschen Natur- und Tierfilms

2004
- Hörfunk: Stefanie Peyk, Redakteurin beim Südwestrundfunk (SWR), Redaktion Umwelt und Ernährung
- Printmedien: Peter-Matthias Gaede, Chefredakteur Magazin GEO und Martin Meister, geschäftsführender Redakteur, und das Team GEO-Tag der Artenvielfalt
- Fernsehen: Volker Angres, Leiter der ZDF-Redaktion „Umwelt“, und das Team der Sendereihe ZDF.umwelt
- Lebenswerk: Mojib Latif, Klimaforscher und Leiter Forschungsbereich Ozeanzirkulation und Klimadynamik am Leibniz-Institut, Universität Kiel

2005:
- Printmedien: Eva Goris, Journalistin und Ressortleiterin Umwelt bei der Bild am Sonntag
- Hörfunk: Dieter Nürnberger, Journalist beim Deutschlandfunk (DLF) und bei Deutschlandradio Kultur mit dem Schwerpunkt Umwelt- und Verbraucherthemen
- Fernsehen/Film: Ernst Waldemar Bauer, Fernsehpublizist, Buchautor und Dokumentarfilmer
- Lebenswerk: Peter Lustig, Protagonist und Autor der ZDF-Sendereihe „Löwenzahn“

2006:
- Sonderpreis Film: Al Gore, Vizepräsident in der Ära Clinton und engagierter Umweltschützer wird ausgezeichnet für seinen Kinofilm „Eine unbequeme Wahrheit“
- Hörfunk: Pia Zimmermann, Redakteurin in hr-info, Schwerpunktsendung „Umwelt & Entwicklung“
- Printmedien: Manfred Kriener, freier Journalist und Autor
- Fernsehen: Beatrice Sonhüter, Dokumentarfilmerin
- Lebenswerk: Ernst Arendt und Hans Schweiger, Tier- und Naturfilmer

2007:
- Sonderpreis: Stefan Rahmstorf, Klimaforscher am Potsdam – Institut für Klimafolgenforschung (PIK)
- Hörfunk: Monika Seynsche, Wissenschaftsjournalistin und Redakteurin Wissensmagazin „Forschung aktuell“ beim Deutschlandfunk
- Printmedien: Anne Kreutzmann, Chefredakteurin und Gründerin des Solarstrommagazins „Photon“
- Fernsehen: Ingo Herbst und Klaus Feichtenberger, Autoren der 2-teiligen Dokumentation „Wüsten im Vormarsch“, ZDF/ARTE
- Neue Medien: GEOlino.de, Internetportal des Kindermagazins GEOlino, Jens Rehländer, Redaktionsleiter Online für GEOlino.de/GEO.de
- Lebenswerk: Rudolf L. Schreiber, Begründer des „Öko-Marketing“, Buchautor und Publizist

2008:
- Printmedien: Tim Bartels, Chefredakteur der „UmweltBriefe“
- Hörfunk: Lydia Heller, Antonia Rötger, Nadine Querfurth, Autorinnen der Kindersendung Kakadu, Deutschlandradio Kultur
- Fernsehen: Sarah Zierul, Johannes Höflich, Klaus Martens, Autoren und das Redaktionsteam der Dokumentationsreihe „die story“, WDR Fernsehen
- Neue Medien: Nick Reimer und Toralf Staud, Redaktionsteam von www.wir-klimaretter.de und www.klima-luegendetektor.de
- Lebenswerk: Wolfgang Roth, Redakteur Süddeutsche Zeitung, Schwerpunkt Umwelt und Verkehr, Redaktion Streiflicht

2009:
- Printmedien: Bernward Janzing, Buchautor „Störfall mit Charme“ und freier Journalist zum Thema erneuerbare Energien
- Hörfunk: Ralph Erdenberger, freier Radio-Journalist, produziert Hörspiele und schreibt Kunstbücher für Kinder
- Fernsehen: Marie-Monique Robin, Autorin und Regisseurin des Films „Monsanto – mit Gift und Genen“
- Lebenswerk: Andreas Troge amtierte vierzehn Jahre lang als Präsident des Umweltbundesamtes (UBA)

2010:
- Printmedien: Dagmar Dehmer, Umweltjournalistin – Der Tagesspiegel
- Hörfunk: Katja Huber, Redakteurin, Florian Fricke und Matthias Leitner, Autoren der Sendereihe „Zündfunk Generator“ – Bayern 2
- Film: Werner Boote, Regisseur und Autor des Kinofilms „Plastic Planet“
- Neue Medien: Christoph Bautz, Felix Kolb, Günter Metzges, Initiatoren des Aktionsportals www.campact.de
- Sonderpreis: Adrienne Goehler, Kuratorin und Jaana Prüss, Projektleiterin der Ausstellung „Zur Nachahmung empfohlen – Expeditionen in Ästhetik und Nachhaltigkeit“

2011:
- Lebenswerk: Udo Ernst Simonis, Umweltwissenschaftler
- Printmedien: Dorothea Schuster, Redakteurin in der Bayernredaktion der Augsburger Allgemeinen, Schwerpunkt Naturschutz und nachhaltige Forstwirtschaft
- Hörfunk: Sönke Gäthke, Wissenschaftsjournalist, Hörfunkbeiträge im Deutschlandfunk „Forschung aktuell“ und im WDR 5 „Leonardo“
- Film: Valentin Thurn, Autor und Regisseur des Dokumentarfilms „Taste The Waste – Die globale Lebensmittelverschwendung“

2012:
- Lebenswerk: Joachim Radkau, Professor für Neuere Geschichte mit Schwerpunkt Umwelt, Universität Bielefeld, Buchautor
- Printmedien: Verena Schmitt-Roschmann, Ressortleiterin Politik der Wochenzeitung „Der Freitag“
- Hörfunk: Christina Schwarz, Redakteurin und Moderatorin des Radio 7 Klimaradios
- Film: Maite Kelly und Theo West, Moderatorenduo und Konstantin Pick, Redaktionsleiter bei ITV Studios Germany für das ZDFneo-Verbraucherschutzmagazin „Da wird mir übel“
- Neue Medien: Uli Henrik Streckenbach, Autor und Regisseur des Animationsfilms „Stoppt die Überfischung“

2013:
- Lebenswerk: Klaus Töpfer, Bundesumweltminister a. D., Exekutivdirektor des Institute for Advanced Sustainability Studies (IASS) Potsdam
- Printmedien: Michael Bauchmüller, Hauptstadtkorrespondent der Süddeutschen Zeitung
- Hörfunk: Gábor Paál, Hörfunkautor, Moderator und Redakteur der SWR2-Sendungen „Forum“, „Impuls“ und der „SWR2 Radio Akademie“
- Film: Christian Jentzsch, freier Journalist und Filmemacher, Autor von „Wem gehört das Wasser?“ aus der WDR-Sendereihe „die story“

2014:
- Printmedien: Harald Schumann, Redakteur für besondere Aufgaben bei „Der Tagesspiegel“
- Hörfunk: Katharina Nickoleit, freie Radio- und Fernsehjournalistin, Autorin WDR5, Leonardo-Feature „Wilderei in Afrika – Rettung der letzten Nashörner und Elefanten“
- Film: Maximilian M. Mönch und Friedemann Hottenbacher, Filmautoren der ZDF/Arte Wissenschaftsdokumentation „Plastik – Fluch der Meere“
- Sonderpreis: Malin Büttner, Siham El-Maimouni, Johannes Büchs, Moderatorenteam des ARD/WDR-Magazins „neuneinhalb – Deine Reporter“

2015:
- Printmedien: Bernhard Pötter, Redakteur bei der TAZ, Ressort Wirtschaft und Umwelt, Buchautor
- Hörfunk: Claudia Decker, Hörfunkjournalistin bei BR 2, Sendeplatz „Notizbuch“, „Warm und weich – Daunen“, „Froschschenkel und Entenstopfleber – (k)eine Delikatesse“, „Ex und hopp – Der Weg der Plastiktüte“
- Film: Astrid Halder und Hendrik Loven, für das Team von Report München, Autoren des Dokumentarfilms „Die Propagandaschlacht um die Gentechnik – wie Politik und Verbraucher manipuliert werden“
- Online: Manuela Kasper-Claridge, Leiterin Abteilung Wirtschaft und Wissenschaft der Deutschen Welle, Inga Sieg, Reporterin und Axel Warnstedt, Kameramann, für das Multimedia-Projekt „Global Ideas“ der Deutschen Welle
- Sonderpreis: Lisa Simpson, das ökologische Gewissen Springfields und Matt Groening, Schöpfer der Cartoon-Serie „Die Simpsons“

2016:
- Printmedien: Peter Wohlleben, Förster und Buchautor „Das geheime Leben der Bäume“ und „Wald ohne Hüter: Im Würgegriff von Jagdinteressen und Waldwirtschaft“
- Hörfunk: Anne Preger, freie Wissenschaftsjournalistin, Autorin der WDR 5 Leonardo-Hörfunkbeiträge „Dem Ruß auf der Spur“ und „Die Folgen des Klimawandels“
- Film: Delphine Prunault und Valérie Rossellini, Autorinnen des Dokumentarfilms „Dicke Luft – Wenn Städte ersticken“
- Online: Susanne Götze und Benjamin von Brackel, Journalisten, für die Redaktion von www.klimaretter.info, das Online-Magazin zur Klima- und Energiewende
- Sonderpreis: Hannes Jaenicke, Schauspieler, Dokumentarfilmer und Umweltaktivist, für sein Gesamtengagement im Umwelt- und Verbraucherschutz sowie für Fairen Handel

2017:
- Printmedien: Miriam Opresnik, Journalistin beim Hamburger Abendblatt, Autorin der Artikelserie „Ich werde grün“
- Hörfunk: Florian Schwinn, Moderator und Redakteur bei hr2-kultur „Der Tag“, Buchautor „Tödliche Freundschaft. Was wir den Tieren schuldig sind und warum wir ohne sie nicht leben können“
- Film: Craig Leeson und Tanya Streeter, Regisseur und Moderatorin, für den Dokumentarfilm „A Plastic Ocean – Wir brauchen eine Welle der Veränderung“
- Online: Carel Carlowitz Mohn, Toralf Staud, Eva Freundorfer und Sven Egenter, Redaktions- und Projektteam für das Portal: klimafakten.de – Klima. Sprechen wir darüber
- Sonderpreis: Max Uthoff, Claus von Wagner und Dietrich Krauß, Kabarettisten, für die ZDF-Politsatiresendung „Die Anstalt – Dieselgate“

2018:
- Printmedien: Petra Pinzler, Zeit-Autorin und Günther Wessel, freier Journalist, mit Franziska und Jakob, Autoren für das Buch „Vier fürs Klima: Wie unsere Familie versucht, CO2 neutral zu leben“
- Hörfunk: Momo Faltlhauser, Projektleiterin und das Team von Radio Fritz (rbb) für die Gamification Aktion „Abbechern – Kampf den Pappbechern“
- Film: Holger Cappell, Redaktionsleiter „hier und heute“, WDR, Initiator der Aktion „NRW summt – zur Rettung der Wildbienen“
- Online: Justus von Daniels, Stefan Wehrmeyer und Annika Joeres, Autoren für die Online-Recherche „Irrsinn der Agrarpolitik“ und Reporterin, „correctiv.org – Recherchen für die Gesellschaft“
- Publikumspreis: Meike Gebhard, Geschäftsführerin der Nachhaltigkeits-Plattform utopia.de

2019:
- Printmedien: Malte Kreutzfeldt, Journalist und Autor, Redakteur für Wirtschaft und Umwelt der Tageszeitung taz
- Hörfunk: Frauke Reyer, Diplom-Journalistin, freie Autorin beim WDR und Kinderradiokanal KiRaKa des WDR
- Film: Birte Meier, Astrid Randerath, Christian Esser und Ilka Brecht, Redaktionsteam und Moderatorin des ZDF-Politmagazins Frontal21, Reportage „Retouren für den Müll – Schrottplatz Amazon“
- Online: Rezo, Produzent des YouTube-Videos „Jetzt reicht´s – die Zerstörung der CDU“
- Publikumspreis: Inga Kälber, Gründerin des Online-Portals Zero Waste Deutschland

2020:
- Printmedien: Susanne Bergius, Unabhängige Journalistin für nachhaltiges Wirtschaften und verantwortliches Investieren
- Hörfunk: Sophie Stigler und Johannes Döbbelt, Hörfunkautoren, und Sven Preger, Formatentwickler & Storycoach, WDR-Wissenschaftspodcast StoryQuarks
- Film: Eckart von Hirschhausen, Arzt, TV-Moderator und Wissenschaftsjournalist, Gründer der Stiftung „Gesunde Erde – Gesunde Menschen“
- Online: Mai Thi Nguyen-Kim, Chemikerin und freie Wissenschaftsjournalistin, Quarks Moderatorin, Macherin des SWR funk-Wissenschaftsformats „maiLab“
- Lebenswerk: Horst Haitzinger, Politischer Karikaturist
- Publikumspreis: Louisa Dellert, Bloggerin

2021:
- Printmedien: Frauke Fischer und Hilke Oberhansberg, Autorinnen, für das Buch „Was hat die Mücke je für uns getan? Endlich verstehen, was biologische Vielfalt für unser Leben bedeutet“
- Hörfunk: Eva Huber, Autorin beim BR für Landwirtschaft und Umwelt, für das Radiofeature „Pestizid-Cocktail – Wie sich giftige Stoffe in der Luft verteilen“
- Film: Özden Terli, Diplom-Meteorologe und Journalist, für seine beispielhafte Wissensvermittlung über die Klimakrise
- Digital Creator: Carla Reemtsma
- Lebenswerk: Armin Maiwald, Autor und Regisseur
- Publikumspreis: Mirko Drotschmann, MrWissen2go

2022:
- Text: Claudia Kemfert
- Audio: Hannah Heinzinger & Raphaela Naomi Heinzl
- Video: Daniel Harrich
- Digital Creator: Carla Reemtsma
- Lebenswerk: Michael Succow
- Publikumspreis: Marie Nasemann

2023:
- Text: Sonja Fröhlich[5]
- Audio: Alina Faltermayr, Britta Steffenhagen und Julia Vismann
- Video: Johan von Mirbach
- Lebenswerk: Gerhard Polt und die Well-Brüder Christoph, Karl und Michael aus`m Biermoos – Biermösl Blosn
- Publikumspreis: Fabian Köster und Lutz van der Horst

2024:
- Text: Ute Scheub und Stefan Schwarzer
- Audio: Sandra Pfister, Jule Reimer und Georg Ehring
- Video: Michael Höft
- Lebenswerk: Christiane Grefe
- Publikumspreis: Robinga Schnögelrögel